# Шахид-Беназирабад (округ)
Шахид-Беназирабад (до 2008 года Навабшах) (урду ضلع شہید بینظیر آباد‎, англ. Shaheed Benazirabad District, синдхи شهيد بينظيرآباد ضلعو) — один из 23 округов пакистанской провинции Синд. Административный центр — город Навабшах.

## География
Площадь округа — 4 502 км². На севере граничит с округами Хайрпур и Наушахро-Ферозе, на западе — с округом Джамшоро, на юге — с округом Матияри, на востоке — с округом Сангхар.

## Административно-территориальное деление
Округ делится на пять техсилов:
- Навабшах
- Кази-Ахмед
- Сакранд
- Даур
- Доулатпур

## Население
По данным переписи 1998 года, население округа составляло 1 071 533 человек, из которых мужчины составляли 51,86 %, женщины — соответственно 48,14 %. Уровень грамотности населения (от 10 лет и старше) составлял 34,13 %. Уровень урбанизации — 26,35 %. Средняя плотность населения — 238 чел./км².